# Broncoscopia terapéutica

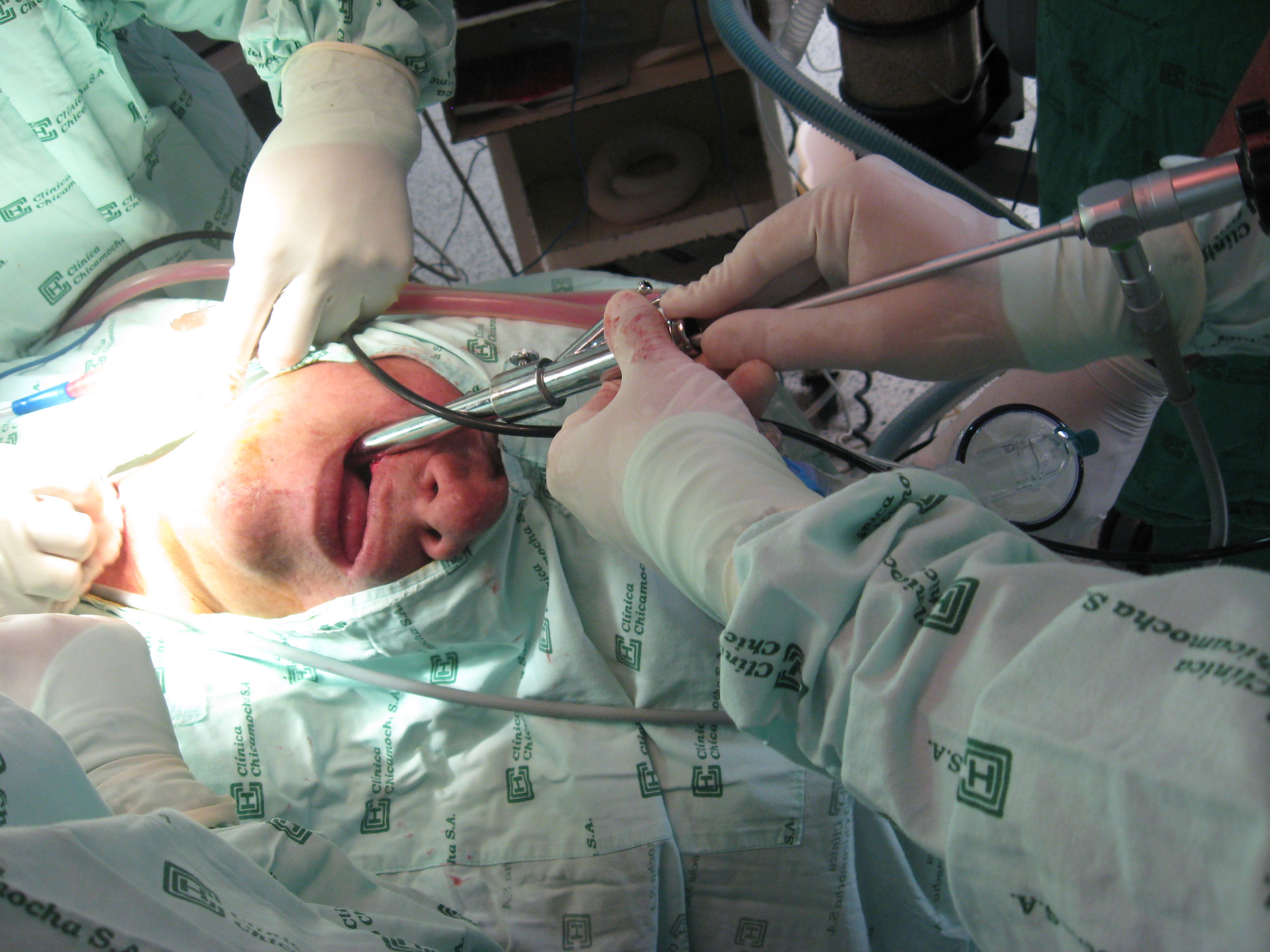
Broncoscopia terapéutica

La broncoscopia terapéutica o intervencionista, es un procedimiento médico que consiste en la aplicación de procedimientos por vía endoscópica para el tratamiento de diversas enfermedades del aparato respiratorio, principalmente en la tráquea y los bronquios principales. Sus inicios datan desde la invención del broncoscopio rígido por Gustav Killian en 1896 y se encuentran informes de extracción de cuerpos extraños desde los primeros años del siglo XX, así como de resecciones mecánicas, aplicación de electrocirugía e incluso implantación de prótesis en los primeros 20 o 30 años después de su desarrollo.
Sin embargo, esta técnica se había abandonado por las enormes limitaciones en la realización del examen, el desconocimiento de las propiedades físicas de la electricidad aplicadas a los tejidos biológicos y por la disminución en la enseñanza de la broncoscopia rígida en los programas de neumología y cirugía torácica.
El resurgir de estos procedimientos se debe a las investigaciones de Jean Francois Dumon, padre de la broncoscopia intervencionista y al desarrollo acelerado de la anestesia general.
La broncoscopia intervencionista incluye gran variedad de procedimientos que pueden ser realizados a través del broncoscopio rígido o flexible. Solo la inserción y retiro de prótesis de silicona, el alto riesgo de hemoptisis y la obstrucción crítica de la vía aérea condicionan obligatoriamente el uso del broncoscopio rígido.
El campo actual en esta área, incluye diversas técnicas diagnósticas y terapéuticas complejas, entre ellas, muchas de ellas usadas en forma secuencial en el mismo procedimiento broncoscópico.

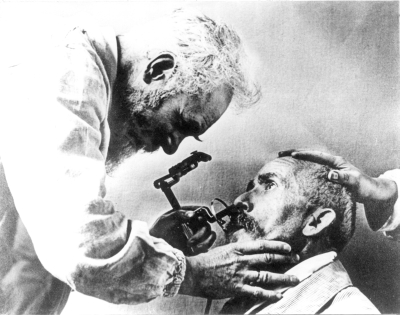
Gustav Killian hizo la primera broncoscopia de la historia.

## Broncoplastia con balón
La broncoplastia con balón es un procedimiento en el que se introduce un catéter con balón a través del canal de trabajo del broncoscopio flexible. Una vez situado el catéter en el área de lesión, se procede a inflar el balón a presión controlada (5-15 atmósferas) durante 30-120 segundos en una o varias ocasiones, de acuerdo con los resultados endoscópicos que se vayan observando.,

## Resección mecánica

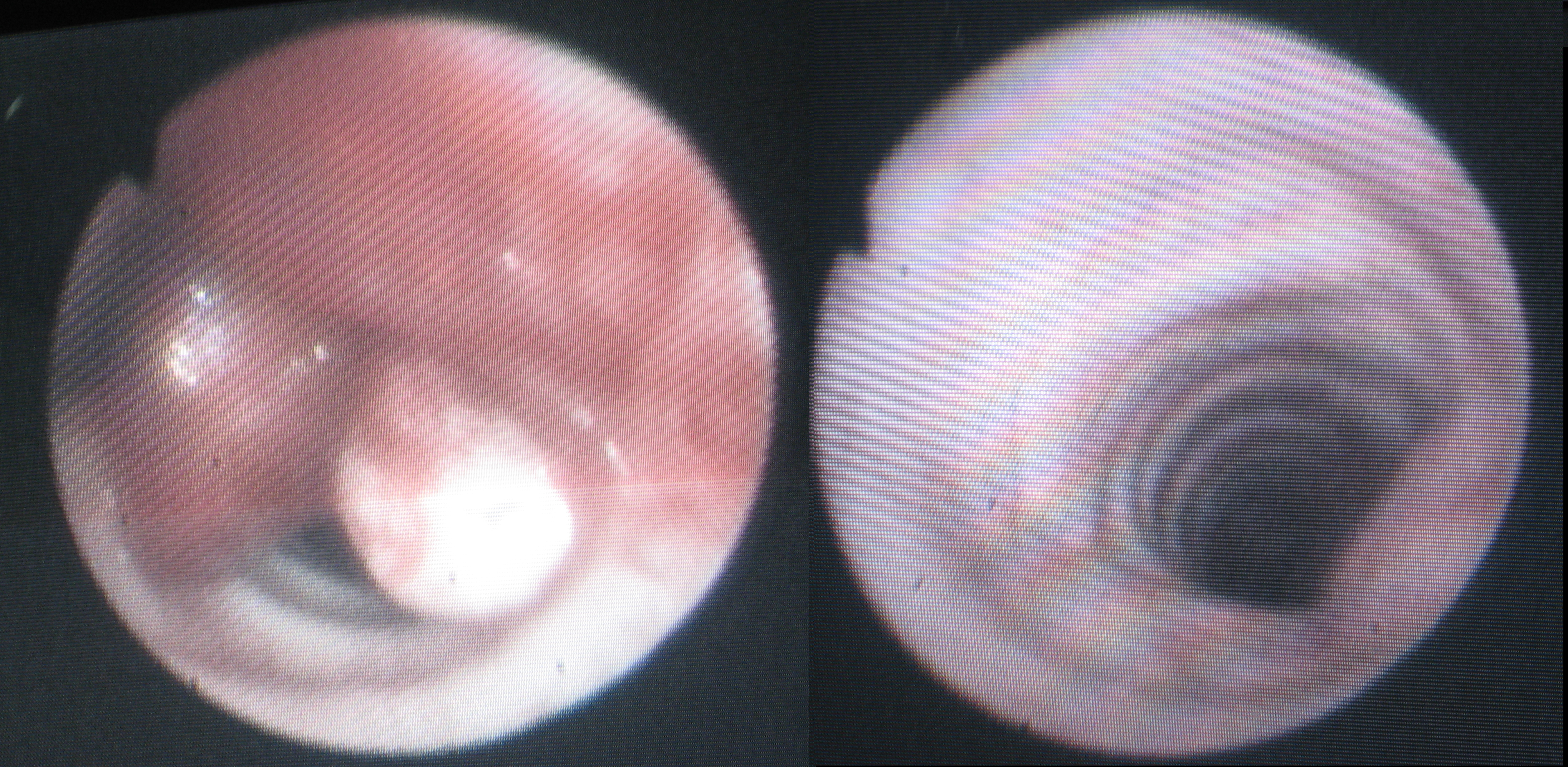
Metástasis traqueal de cáncer mamario; resección con electrocirugía.

La resección mecánica es el primer método descrito de desobstruccion de la vía aérea, es casi tan antiguo como la broncoscopia rígida. Se usa en conjunto con otras opciones terapéuticas como la electrocirugía endobronquial, la broncoplastia endoscópica y los stents. La aplicación de corriente de coagulación previamente a la resección mecánica cauteriza los vasos superficiales y brinda también un efecto hemostático posterior en casos de hemoptisis. El procedimiento consiste en la realización de movimientos rotacionales del instrumento que permiten la escisión del tumor al interior del canal de trabajo de este, para luego ser extraído con pinzas.
Las complicaciones, son las mismas identificadas para la broncoscopia rígida: Luxación y laceración de las cuerdas vocales y el aritenoides, perforación de subglotis, tráquea, bronquios, hemoptisis masiva y neumotórax.
También existe la resección con un catéter rígido que permite realizar succión y microdebridamiento, con menos trauma sobre la vía aérea.

## Crioterapia
La crioterapia es la aplicación de frío extremo para producir muerte celular inmediata mediante la congelación del citoplasma de las células y en forma tardía mediante la inducción de vasoconstricción, micro trombosis y agregación plaquetaria. La naturaleza de la lesión resultante depende de la temperatura absoluta, la tasa de enfriamiento/calentamiento, el tiempo de exposición y la criosensibilidad del tejido: Piel, membranas mucosas y tejido de granulación son criosensibles, mientras que grasa, cartílago y tejido fibrosos son crioresistentes. El efecto congelante es logrado por la aplicación de un agente líquido que se vaporiza enfriando los tejidos. Los criogenos utilizados son el CO2 y el óxido nitroso principalmente. Este método es mucho más económico que el láser, es muy seguro y fácil de aprender. La limitación principal es que su efecto no es inmediato y debe esperarse 3-4 semanas para obtener los resultados finales. Existen crioinstrumentos para realizar su aplicación por broncoscopia flexible y por broncoscopia rígida. Se prefiere su uso a través del broncoscopio rígido, porque los aplicadores flexibles son muy frágiles y se dañan con facilidad.

## Electrocirugía

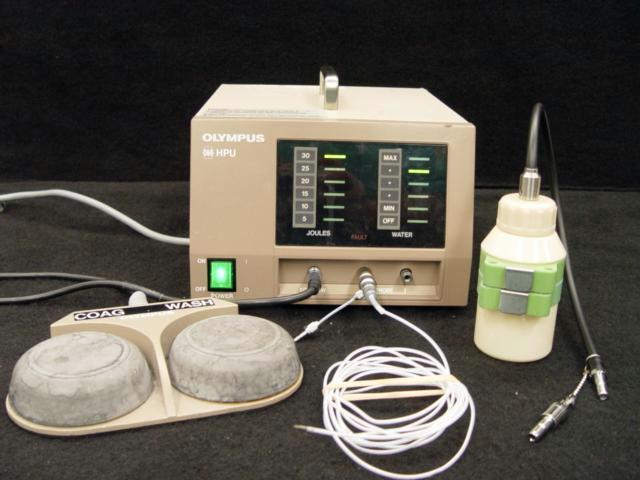
unidad de electrocirugía

La electrocirugía endobronquial o electrocauterio es el uso de una corriente alterna de alta frecuencia, superior a un millón de ciclos por segundo para generar calor y lograr corte y vaporización de los tejidos. Puede usarse a través de ambos sistemas de broncoscopia, de hecho, es deseable contar con electrodos para broncoscopia rígida y flexible. Los electrones fluyen a través del tejido sin ser absorbidos por este, se detienen y luego fluyen en dirección contraria regresando a tierra por el camino de menor resistencia, en ese proceso, su energía se disipa en el tejido y dependiendo de la intensidad de esta y la proximidad del electrodo puede causar corte, coagulación o vaporización de los tejidos.
Es una técnica que no está exenta de complicaciones, pues se ha observado hemoptisis masiva, insuficiencia respiratoria, neumotórax, fuego en la vía aérea, lesión de la pared de la vía aérea y lesiones térmicas accidentales para el paciente y el operador. Para evitar accidentes, se debe tener conocimiento apropiado de la física de la electricidad y los sistemas eléctricos.
La electrocirugía endobronquial es una técnica segura, efectiva, con una penetración histológica predecible clínicamente y mucho menos costosa que el láser.

## Láser
La luz del láser Nd-YAG puede también ser utilizada en broncoscopia para cortar y vaporizar tejidos logrando un efecto similar al de la electrocirugia. Este tratamiento puede aplicarse mediante broncoscopia rígida o flexible para lograr los resultados deseados. En general, es una técnica segura pero con complicaciones muy similares a las descritas con la elecrocirugía. El láser también puede utilizarse a una longitud de onda diferente, sin producir el efecto de destrucción de tejidos de forma inmediata, pero sensibilizando las células cancerosas a un medicamento llamado porfirina que las destruye 48 horas después de su aplicación intravenosa, en un procedimiento conocido como terapia fotodinámica.

## Radioterapia endobronquial
Es la utilización local de radioterapia para el tratamiento de neoplasias malignas localmente invasivas, mediante la aplicación de una fuente radiactiva a través del broncoscopio flexible. Es muy útil en lesiones endoluminales y por compresión extrínseca, siendo una técnica paliativa altamente efectiva en el tratamiento de síntomas como tos, disnea y hemoptisis.
La fuente radioactiva usada es el iridio 192. Existen varias formas de liberación. De alto grado, intermedio y de bajo grado, dependiendo del número de rads por hora (menor de 2, 2-10 y mayor de 10 rads respectivamente). No hay ninguna ventaja establecida en los resultados finales de una forma sobre otra.
Se usa en cáncer pulmonar o metástasis endobronquiales, refractarias al tratamiento convencional, recidiva tumoral en el muñón bronquial y en combinación con radioterapia externa y otros métodos endoscópicos de desobstrucción bronquial. El efecto del procedimiento no es inmediato y el riesgo de perforación de la vía aérea, formación de fístulas y hemoptisis es alto.

## Quimioterapia intratumoral
Es una técnica poco utilizada que consiste en la inyección de antineoplásicos en el interior del tumor. Se realiza a través del broncoscopio flexible con la aguja de Wang. El objetivo es inducir toxicidad celular, necrosis tumoral y lisis de tejido para permeabilizar la vía aérea. Tiene la desventaja notable de que el efecto no es inmediato. Es necesario además realizar su aplicación por ciclos (en promedio 4 broncoscopias por mes) y es usual que sea necesario practicar broncoscopias adicionales para remover los detritus producidos. Las sustancias utilizadas son el Cisplatino y el Alcohol Etílico al 95%.

## Prótesis traqueobronquiales
Las prótesis traqueobronquiales o Stent son dispositivos que se implantan en la tráquea, carina o bronquios principales con la finalidad de proporcionar de mantener la permeabilidad de estas estructuras. Se distinguen 2 grupos principales de acuerdo con su constitución: Metálicos y de Silicona. Cada grupo tiene propiedades e indicaciones particulares que deben considerarse siempre en cada paciente antes de decidir si se coloca un stent. Hasta el momento, la prótesis ideal no existe. Sin embargo, los stent de silicona pueden ser más seguros que los stent metálicos. La FDA ha proscrito el uso de los stent metálicos, recubiertos y no recubiertos en patologías no cancerosas, debido a la gran cantidad de complicaciones que se han reportado y porque un stent metálico es un dispositivo de muy difícil extracción, que casi siempre impide al paciente recibir otros tratamientos como cirugía de resección o colocación de un stent de silicona.

### Stent de silicona (Dumon)
El primero de ellos fue el Tubo en T, o Tubo de Montgomery (1965), que sigue siendo usado en la actualidad. Es útil para lesiones largas, benignas y principalmente subglóticas. Especialmente diseñado para ser usado a través de traqueostomia. Posteriormente, desde 1990, se han desarrollado varios modelos para tráquea, carina y bronquios, siendo el stent de Dumon el más utilizado. Para la colocación de una prótesis de silicona se requiere instrumental rígido. No es posible colocar ni remover una prótesis de silicona con equipo flexible. Las complicaciones ocurren en el 10-30% de los casos, e incluyen: migración, retención de secreciones, colonización y formación de granulomas.

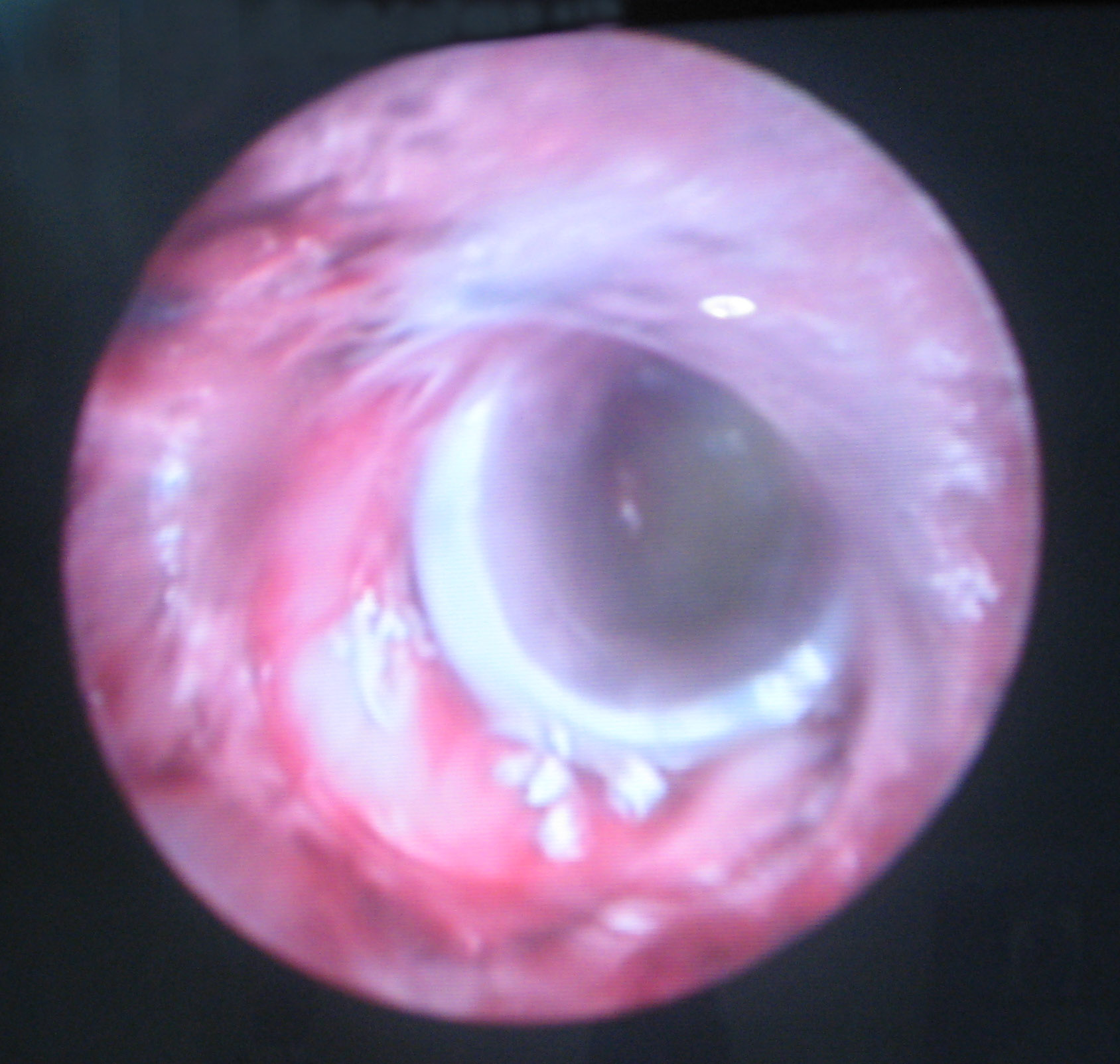
Stent de Dumon

| ASPECTOS GENERALES        | METALICOS                      | SILICONA                     |
| ------------------------- | ------------------------------ | ---------------------------- |
| Indicación                | Lesiones maligmas              | Lesiones benignas y malignas |
| Migración                 | Poco frecuente                 | Frecuente                    |
| Producción de secreciones | Poco frecuente                 | Frecuente                    |
| Reestenosis               | Frecuente                      | Poco frecuente               |
| Procedimiento             | Broncoscopia rígida o flexible | Broncoscopia rígida          |
| Anestesia                 | Sedación                       | Anestesia general            |
| Extracción                | Muy difícil, a veces imposible | Sencilla                     |

### Stent metálicos
La primera generación de stents metálicos, capaces de ser liberados a través del broncoscopio flexible fueron los Stent de Gianturco y Palmaz. El stent de Gianturco es auto expansible, muy rígido se adapta poco al contorno de la vía aérea y se ha asociado a muchas complicaciones (hemoptisis, perforación de la vía aérea, formación de tejido de granulación), por lo que hoy en día se ha abandonado su uso.
El stent de Palmaz, se expande con un balón. Está disponible en diámetros muy pequeños (2.5-3.4mm), lo que permite su uso en niños. Tiene una alta tasa de complicaciones y su uso no se recomienda en adultos ni niños mayores.
La segunda generación comprende Wallstent, que son dispositivos auto expansibles con monofilamentos de cobalto. Es un stent flexible que puede adaptarse bien a la geometría de la vía aérea. La complicación más frecuente la formación de tejido de granulación. Existe en 2 versiones, una de ellas recubierta para evitar el crecimiento tumoral a través del stent.
La tercera generación, son los stent Ultraflex. Son prótesis auto expansibles, hechas de nitinol (aleación níquel-titanio). Tienen la propiedad de adaptarse muy bien a la geometría de la vía aérea, así como capacidad de memoria. Para su colocación se requiere de guía radioscópica.

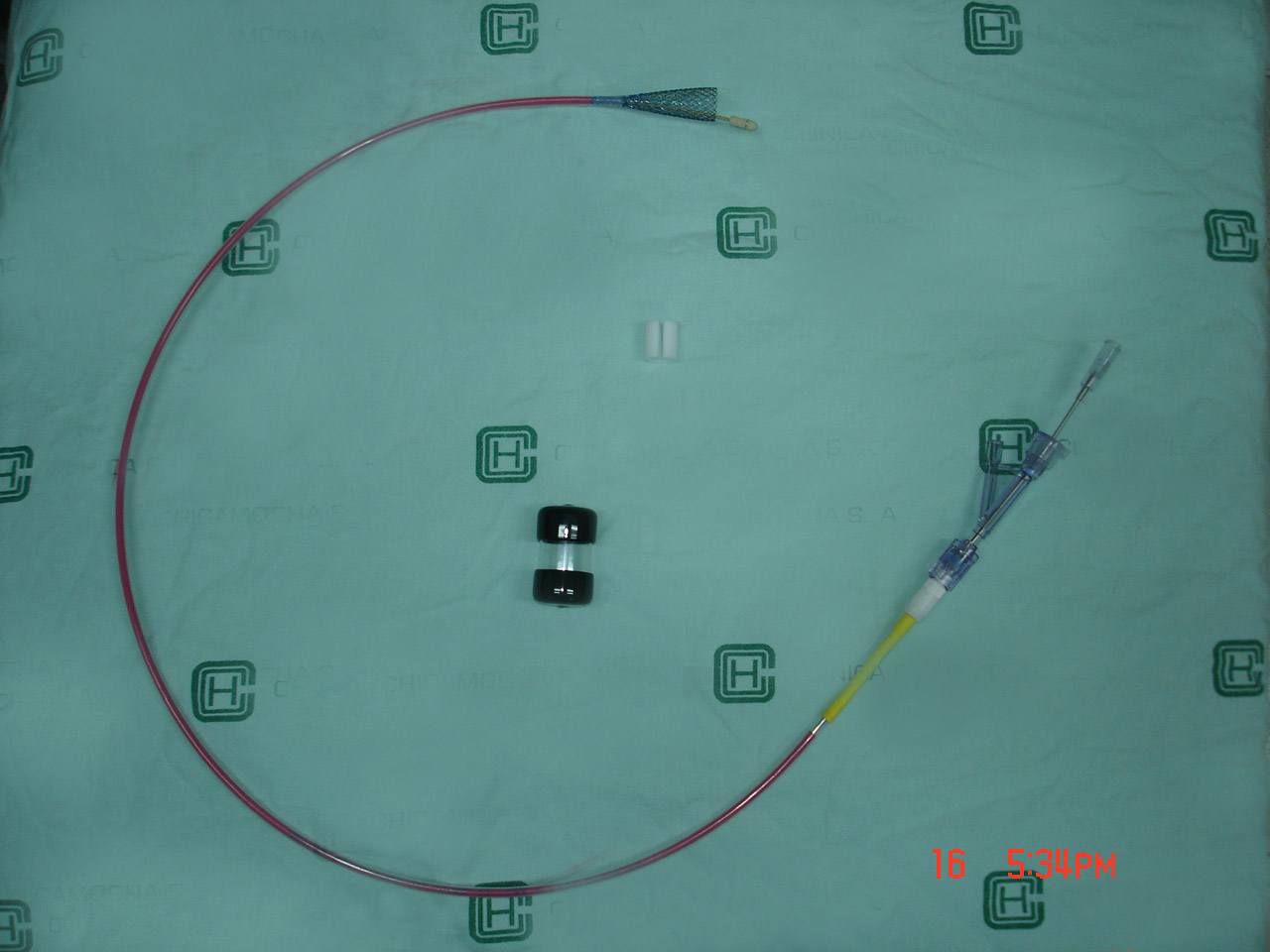
Stent metálico e introductor

La cuarta generación son los stent bifurcados, como el stent Dynamic de Rusch, especialmente diseñado para adaptarse a la complejidad anatómica de la carina.
La quinta generación son los stent de materiales híbridos como poliéster/silicona, nitinol/silicona, que intentan reunir las características del stent ideal. Aún no se disponen estudios clínicos.
En el futuro, se espera se diseñen stent absorbibles que se degraden en la mucosa una vez finalice el tratamiento de la obstrucción. Las complicaciones con los stent metálicos suelen ser más graves que con los stent de silicona. Además de migración, retención de secreciones, colonización bacteriana y formación de granulomas se observa fractura del stent y hemorragias severas en los intentos de extracción, en los cuales frecuentemente se fracasa.
La prótesis ideal debería ser fácil de colocar, extraer y de reposicionar. Además debería ser resistente a la compresión, no tener capacidad de migrar y en lo posible ser biocompatible.

## Cierre endoscópico de fístulas traqueobronquiales
Las fístulas broncopleurales se presentan por lo general como consecuencia de cirugías de resección pulmonar, con una frecuencia inferior al 5%. La mayor parte de las veces desaparecen espontáneamente en el postoperatorio, pero cerca del 10% puede persistir durante más de 5 días, siendo necesario realizar medidas terapéuticas adicionales. El cierre endoscópico de fístulas menores de 2mm, es posible en forma segura y exitosa a través del canal de trabajo del broncoscopio flexible mediante la aplicación de alcohol etílico, sangre autóloga, fibrina, trombina o gelfoam. Las fístulas grandes, mayores de 8 mm siguen requiriendo tratamiento quirúrgico.